# Đất phương Nam
Đất phương Nam là một bộ phim ngắn tập chính kịch phiêu lưu Việt Nam năm 1997 do Nguyễn Vinh Sơn làm đạo diễn kiêm viết kịch bản. Bộ phim dựa trên tiểu thuyết Đất rừng phương Nam của nhà văn Đoàn Giỏi, kể về hành trình tìm cha của một cậu bé ở vùng Tây Nam Bộ. Bộ phim được ra mắt nhân dịp kỷ niệm 300 năm thành lập Sài Gòn - Thành phố Hồ Chí Minh, được sản xuất và phát hành bởi Hãng phim Truyền hình Thành phố Hồ Chí Minh.
Bộ phim được phát sóng lần đầu vào năm 1997 trên kênh HTV9 và DRT. Đất phương Nam là phim truyền hinh đầu tiên của Việt Nam được xuất khẩu sang Mỹ và được đánh giá là "có sức sống vượt thời gian."

## Nội dung chính
Đất phương Nam lấy bối cảnh Nam Bộ trong thời kỳ bị thực dân Pháp và bọn cường hào, địa chủ cai trị. Bộ phim là câu chuyện về cuộc sống của những con người dân quê bình dị trong thời cuộc loạn lạc.
Do nghịch cảnh mất mẹ, cậu bé An trôi dạt tha phương trên bước đường đi tìm cha. Lưu lạc về phương Nam, An gặp những cảnh đời ngang trái, những mảnh đời lầm than của người nông dân dưới ách áp bức của địa chủ và thực dân. Giữa đất trời mênh mông nhưng người nông dân phải chịu cảnh mất đất đai, được mùa nhưng không giữ được vật phẩm. Hoàn cảnh đã đưa đẩy họ trở thành những người nông dân khởi nghĩa. Tuy ba chìm bảy nổi giữa dòng đời, An vẫn luôn sống trong lòng nhân ái, đùm bọc của đồng bào. Đó là nguồn động lực đưa cậu vượt qua những khó khăn gian khổ.

## Diễn viên

### Diễn viên chính
| Diễn viên             | Vai diễn           | Diễn biến | Ghi chú |
| Hùng Thuận            | An                 | An là một học sinh 12 tuổi, cậu chỉ sống với mẹ và không rõ cha đi làm ăn xa ở đâu. Sau đó, An bị đuổi học vì bị nghi có cha là người theo cách mạng. Lúc này mẹ mới dẫn An đi về phương Nam để tìm cha. Trên đường đi, mẹ An qua đời do máy bay của thực dân Pháp càn quét. An được ông bà Tám Luông nhận nuôi. Sau một thời gian ở nhà ông Tám Luông, do gia đình không chịu nổi cảnh bị bọn địa chủ cướp công trắng trợn mà bỏ đi về miệt Nọc Nạng, nơi các con trai ông Tám Luông đã khai khẩn đất đai trong nhiều năm, để được tự quyền mưu sinh trên mảnh đất do mình khai khẩn. Trên đường đi gặp cướp, An bị lạc khỏi bà Tám Luông và chị Út Trong. Lúc này An gặp được ông Sơn Đông và Xinh, An được ông Sơn Đông dìu dắt để mãi võ, bán thuốc gia truyền kiếm sống. Chẳng bao lâu ông Sơn Đông bị bọn nằm vùng chỉ điểm là người thuộc hội kín, ông bị bắt và sau đó trục xuất về Trung Quốc. An lại được bác Ba Ngù và dì Tư Ù cưu mang - những người có thù với thực dân, giúp che giấu những người hoạt động cách mạng (có cha của An) ở quán ăn của dì Tư. Vợ chồng Tư Mắm với danh nghĩa vợ chồng, đi bán mắm bằng ghe, tiến hành theo dõi hoạt động ở quán của dì Tư thì bị An phát hiện. Hành động bị bại lộ, Tư Mắm ra tay đổ oan cho An, đốt quán ăn, ám sát dì Tư Ù, nhưng thất bại. Căn cứ bị hủy, dì Tư và ông Ba Ngù lưu lạc không rõ tung tích, An được Út Lục Lâm - một tay trộm vặt - dạy cho nghề móc túi, trộm vặt. Đi đêm có ngày gặp ma, trong một lần móc túi bất thành, bị quân lính truy đuổi, An tình cờ gặp lại thầy giáo Bảy - thầy giáo dạy tiếng Pháp ở trường cũ, nghỉ dạy học do thấy An chịu bất công - hiện giờ là kép chánh của gánh hát lưu động, đi khắp nơi biểu diễn để khơi gợi lòng yêu nước. An được cô Năm Xuân - đào chính, vợ thầy Bảy - dạy hát và diễn kịch. Gánh hát gặp nạn, mất hết tiền của, cô đào bị ông hội đồng bắt để dâng cho quan phủ, mọi người thất lạc tứ phương. An được ông Ba bắt rắn nhận nuôi. An nhanh chóng kết thân với Cò, cậu bé trạc tuổi - con trai ông Ba. Họ cùng nhau đi về rừng U Minh để tìm người em kết nghĩa của ông Ba là chú Tư Võ Tòng, khai khẩn đất hoang để lập nghiệp. Ở đây, An và Cò tình cờ gặp lại gia đình bà Tám Luông. Sau thảm án Nọc Nạng lại nổi lên vụ ông đạo Minh Hoàng - chính là thầy giáo Bảy năm xưa. Thầy cho An biết đã gặp được cha của An. An và Cò cùng xuôi về Hà Tiên, tu ở chùa trên núi, cũng là nơi hoạt động của chí sĩ cách mạng. An gặp lại ông Ba Ngù và dì Tư Ù, họ vốn có quen biết với cha của An từ trước, nhưng vì cha An bận rộn đi lại nhiều nơi, nên họ sắp đặt cho hai cha con gặp nhau. Cuối phim, cha của An bị bọn lính giết trước khi cha con chính thức gặp nhau, An và Cò quyết định đi theo con đường cách mạng. | Nhân vật chính của bộ phim là cậu bé 12 tuổi với gương mặt ngây thơ, trong sáng, đôi mắt biết nói và lối diễn xuất tự nhiên để lại nhiều dấu ấn trong lòng khán giả cùng sự quan tâm và yêu mến đặc biệt từ dư luận. Đây là một trong những vai diễn nhỏ tuổi ấn tượng của màn ảnh Việt, là hình ảnh mà khán giả Việt có thể tự hào về nền điện ảnh nước nhà. Có nhận xét rằng do cái bóng của vai diễn quá lớn, Hùng Thuận đã không có thêm một vai diễn ấn tượng nào sau đó nữa. Trước phỏng vấn với báo giới, anh cũng thừa nhận rằng mình "không thể thoát khỏi nhân vật An" dù "đã làm hết sức mình để hoàn thành tốt các nhân vật khác". Anh cho biết vai diễn này "đã trở thành một phần cuộc sống" và ảnh hưởng rất nhiều đến anh. |
| NSƯT Thanh Điền       | Thầy giáo Bảy      | Là người có tư tưởng theo cách mạng. Tuy nhiên, ở cuối phim, do chịu nhiều bất công và hận thù chồng chất, thầy lại có tư tưởng sai đường. Ở tập 1, do thấy An bị đuổi học quá vô lí, thầy cũng xin nghỉ dạy. Chính thầy là người đã dạy cho An phải tìm cách chống trả lại khi chịu sự bất công và hà hiếp. Ở tập 5, thầy cùng cô đào Năm Xuân lập gánh hát đi biểu diễn khắp nơi để khơi gợi lòng yêu nước và tinh thần đứng lên lật đổ thực dân. Ở tập 10, thầy xuất hiện với hình ảnh của ông đạo trang nghiêm, đạo mạo và có uy quyền, đi chữa bệnh khắp nơi và làm nhiều phép lạ. Thầy nhận ra phải có uy quyền mới dễ dàng lôi kéo người dân đi theo mình để lật đổ thực dân. Thầy bắt ông hội đồng đã từng hãm hại cô đào Năm Xuân để làm lễ tế - mục đích là để trả thù cho vợ. Sau đó thầy bị thực dân bắn chết. | |
| Nguyễn Hậu †          | ông Hai Cha của An | Là người có học thức, ông hoạt động cách mạng bí mật, đi mọi nơi để tuyên truyền và lôi kéo người dân chuẩn bị làm cách mạng lật đổ thực dân và cường hào. Ở tập 1, ông xuất hiện trong những giấc mơ không rõ ràng của An. Ở tập 4, ông xuất hiện ở quán ăn của dì Tư Ù, nhưng An không được gặp. Ở tập cuối, ông xuất hiện khi tuyên truyền cho người dân lúc nửa khuya, An và Cò cũng có mặt ở đó, An đã có linh cảm đó là cha mình. Sau đó khi được bác Ba Ngù sắp xếp, ông đã xuất hiện trước mặt An khi An đi khất thực, hai cha con đã không nói với nhau lời nào vì ông không được để lộ thân phận. | Ông đồng thời là phó đạo diễn và là người tìm những vai diễn phù hợp cho đoàn phim. |
| NSND Thanh Vy         | Mẹ của An          | Không rõ do giận cha của An hay phiền lòng vì con cứ hay hỏi về cha mà mỗi lần An hỏi bà lại trả lời: "Cha con đi làm ăn xa, bị tai nạn chết rồi". Sau khi An bị đuổi học, lính đến lục soát nhà tìm tư liệu cách mạng, bà dẫn An về phương Nam để tìm chồng. Trên đường đi bị máy bay càn quét mà chết, chôn cất tại đất vườn nhà ông bà Tám Luông. | |
| Thúy Loan             | Chị Út Trong       | Hình ảnh người con gái Nam Bộ dịu dàng, thùy mị. Ở tập 2, chị chứng kiến người yêu là anh Năm Giáo đi hoạt động cách mạng bí mật bị xử bắn công khai. Ở tập 3, chị bị lão hội đồng cưỡng hiếp, may nhờ có An phát hiện kịp lúc. Ở tập 7, khi chứng kiến người anh hùng Võ Tòng giúp đỡ gia đình, chị nảy sinh tình cảm với anh, nguyện nên nghĩa vợ chồng. Ở tập 9, trước khi gia đình phải quyết chiến để bảo vệ mảnh đất do chính mình khai khẩn, 2 lần chị bốc thăm trúng, phải ra mặt để nói chuyện. Theo lịch sử, chị bị bắt giam 6 tháng tù và mất không lâu sau đó. | |
| Chí Hiếu              | Ông Tám Luông      | Ông tính tình nóng nảy nhưng chất phác, cương trực, rất thương con cháu. Ở tập 1, gia đình ông nhận nuôi An khi mẹ cậu mất. Biết con gái bị ông hội đồng nhòm ngó, lại bị cướp lúa trắng trợn và bày mưu hãm hại, ông để cho bà Tám dắt díu các con về Nọc Nạng, một mình ông ở lại chăm sóc mồ mả ông bà rồi thắt cổ tự vẫn. | |
| Ánh Hoa †             | Bà Tám Luông       | Hình ảnh người mẹ Nam Bộ hiền thục, nhưng khắc khổ. Ở tập 3, bà chia tay chồng và dẫn chị Út Trong, An về miệt Nọc Nạng, trốn tránh gia đình ông bà hội đồng hãm hại. Ở tập 9, bà lại đau khổ chứng kiến gia đình tan tác, những người con của mình quyết chiến để bảo vệ đất, người mất, kẻ tù tội. | |
| Minh Ngọc             | Ông Sơn Đông       | Người gốc Triều Châu, thuộc Thiên Địa hội, đi khắp nơi mãi võ, bán thuốc gia truyền. | |
| Xuân Trang            | Bé Xinh            | Cô bé mồ côi được ông Sơn Đông nuôi dưỡng. Chính cô bé là người hay mơ thấy mẹ vào những đêm trăng rằm. | |
| NSƯT Hồ Kiểng †       | Ông Ba Ngù         | Mang hình ảnh một ông già say xỉn để đánh lừa, thực chất là một người giúp đỡ các chí sĩ cách mạng. Ông từng có gia đình êm ấm, nhưng vì chiến tranh mà vợ mất, nên ông mang lòng thù hận chế độ thực dân. | |
| Mai Thanh Dung        | Dì Tư Ù            | Ở tập 4, theo gửi gắm của ông Ba Ngù, dì Tư nhận An vào phụ ở quán cơm của dì. Tính tình của dì hơi độc mồm, nóng nảy, luôn cho An là đồ vô tích sự, tuy nhiên là người đơn giản, hiền lành. Cũng như ông Ba Ngù, gia đình tan nát do thực dân, nên lưu lạc về đây, lập căn cứ bí mật cho các chí sĩ cách mạng hoạt động. Sau này, nghe lời vợ chồng Tư Mắm vu oan mà đuổi An đi, rồi bị ám hại, quán ăn bị đốt. Ở tập cuối, dì và ông Ba gặp lại An, sắp xếp cho An gặp lại cha. | |
| Trung Dân             | Út Lục Lâm         | Kiếm ăn qua ngày từ việc trộm vặt. Ở tập 4, lần đầu gặp An tại quán dì Tư Ù và sử dụng An như một con tốt thí để trộm tiền của Tư Mắm. Sau khi dì Tư Ù lên đường đi tìm ông Ba Ngù, An chỉ còn một mình. Út Lục Lâm là người bên cạnh bầu bạn cùng An. Cả hai trộm cắp, quấy rối người dân xung quanh. Trong một lần trộm ví tiền không thành công, cả hai chạy vào một gánh hát. Đây chính là gánh hát của thầy giáo Bảy. Út Lục Lâm bị bắt ngay sau đó. | |
| Phùng Ngọc            | Cò                 | Trái ngược với tính cách của An, trầm mặc, tình cảm, Cò tinh nghịch và vô tư. Là bạn đồng hành của An từ khi gặp mặt cho đến cuối phim. Cò cũng mồ côi mẹ như An và Xinh, nhờ An mà nhìn thấy mẹ dưới bóng trăng trong ngày Vu lan. | |
| NSƯT - NGƯT Mạnh Dung | Ông Ba bắt rắn     | Hình ảnh của người nông dân Nam Bộ mạnh mẽ nhưng đầy tình cảm. Ông làm nghề bắt rắn và đi ghe bán ở mọi nơi. Ở tập 5, ông nhận nuôi An, rồi dắt Cò và An về miệt U Minh gặp lại chú Tư Võ Tòng để khai khẩn đất rừng lập nghiệp. Ông cũng là người đại diện cho nhà trai trong lễ hỏi của chú Tư và chị Út. Ở tập 10, sau khi Võ Tòng chết, ông ngày đêm học bắn cung để trả thù cho chú Tư. | |
| Lê Quang              | Chú Tư "Võ Tòng"   | Hình ảnh người nông dân Nam Bộ kiên cường, bị bỏ rơi ngoài xã hội. Do bị bọn cường hào hãm hại mà tan nhà nát cửa, chú đi sâu vào rừng U Minh, săn cá sấu, bầu bạn với khỉ, sống tự tại. Ở tập 7, chú Tư Võ Tòng giúp đỡ gia đình bà Tám cản đường bọn đâm thuê chém mướn nhận tiền của địa chủ cướp đất để dằn mặt gia đình. Chú Tư và chị Út phải lòng nhau, nên duyên vợ chồng. Chú Tư quyết diệt được con sấu thành tinh, giết hại nhiều người, xin mượn vàng bạc để hỏi cưới chị Út. Trong khi chú Tư về quê cũ tìm lại hài cốt cha mẹ thì xảy ra thảm án Nọc Nạng. Gia đình bà Tám tan tác, chị Út Trong bị bắt, chú Tư quyết trả thù và bị truy cùng diệt tận. | Bộ phim được đánh giá là đã dành cho Lê Quang một vai diễn để đời là chàng Võ Tòng đẹp một cách bi tráng. |

### Diễn viên phụ
- Kiều Oanh trong vai Cô đào Năm Xuân
- đạo diễn Nguyễn Vinh Sơn cũng thể hiện 1 vai phụ trong phim, đó là vai Ông hội đồng ở tập 2.
- Cát Phượng trong vai Tư Mắm
- Nhâm Minh Hiền trong vai Mười Chức
- Lê Bình † trong vai Tư Tại
- Mạc Can trong vai Bác Ba Phi
- Kinh Quốc trong vai Sáu Miều
- Nguyễn Phương Điền trong vai Năm Nhẫn
- Hữu Thành † trong vai Sư cụ
- Sa Bảo trong vai Tạ Ánh Xém
- Võ Thu Hằng trong vai bé Tư

## Sản xuất
Thời gian hoàn thành bộ phim là 3 năm, riêng khâu chọn cảnh cho bộ phim diễn ra đã diễn ra trong hơn 1 năm. Bối cảnh phim mang tính đặc trưng của vùng Tây Nam Bộ với rừng tràm bạt ngàn, dòng sông, con đò, tôm cá và con người lẫn văn hóa vùng nông thôn.
Phim có nhiều cảnh quay tại rừng U Minh thuộc vùng đất mũi Cà Mau với hoàn cảnh quay nhiều khó khăn và khắc nghiệt. Có những vai diễn như Võ Tòng được miêu tả là "suốt ngày chạy trong rừng đước bùn đặc quánh, lởm chởm những gốc đước vạt nhọn, đâm nát cả chân", "chạy qua cầu khỉ trơn trợt, chịu đựng bù mắt, muỗi mòng của rừng đước bu kín mặt mày tay chân suốt từ sáng tới chiều tối, ngày nào cũng gãi vì nổi ghẻ", hoặc cảnh đánh nhau với cá sấu dữ dằn, diễn viên cũng "bị ngộp mấy lần và uống mấy bụng nước sình". Khi nhớ lại, diễn viên Lê Quang cho biết việc vượt qua chỉ có thể lý giải bằng hai chữ "yêu nghề".

#### Địa điểm
Rừng U Minh ở Cà Mau là bối cảnh cho nhiều cảnh quay của phim.

### Thay đổi cốt truyện so với tiểu thuyết
Bộ phim đã khắc họa thành công được những chi tiết nhỏ và đặc sắc về từng mảnh đời và số phận người dân so với trong tiểu thuyết, bao gồm cảnh cô bé chờ mẹ vào từng đêm trăng rằm, cảnh cô đào hát vở Võ Đông Sơ – Bạch Thu Hà rồi tự tử, cảnh hạnh phúc ngắn ngủi của gia đình Mười Chức, cảnh một ngọn lửa đôi đèn tân hôn tắt báo hiệu điềm không lành cho sự hi sinh sắp tới của cô dâu Út Trong,...
Điểm khác biệt so với tiểu thuyết của Đoàn Giỏi là ở cuối phim, cả hai nhân vật An và người bạn đường Cò của cậu đều đi theo cách mạng thay vì chỉ nhân vật An như trong truyện.
Ngoài ra về phần nội dung phim còn có lồng ghép một số nhân vật văn hóa, nhân vật lịch sử hoặc một số sự kiện lịch sử có thật như Bác Ba Phi (Mạc Can), Vụ án Nọc Nạng, ông đạo Minh Hoàng (dựa trên ông đạo Tưởng)...

## Nhạc phim

#### Bài ca đất phương Nam
Bài ca đất phương Nam chính là bài hát chủ đề của phim. Ca khúc do Lư Nhất Vũ, nhạc sĩ dân ca, nhà sưu tầm nghiên cứu âm nhạc dân gian Nam Bộ viết nhạc, nhà thơ Lê Giang phổ lời và ca sĩ Tô Thanh Phương trình bày.
Không lâu sau khi ra mắt, bài hát đã dứt khỏi bộ phim đứng độc lập, không còn chỉ của bộ phim mà đã trở thành một bài ca đặc trưng dành cho vùng đất phương Nam được khán giả thừa nhận mà không phải qua bất cứ cuộc bình chọn hay công nhận nào. Bài hát được đánh giá là đã gây xúc động cho đông đảo người xem, là một trong những bài nhạc chủ đề phim Việt "khiến khán giả điên đảo".
Bài hát cũng được nhiều ca sĩ thể hiện lại, bao gồm: Hương Lan, Bích Phượng, Như Quỳnh, Phi Nhung, Trọng Phúc, Cẩm Ly, Quốc Đại và Lương Bích Hữu, v.v..

#### Chú bé đi tìm cha
Ca khúc Chú bé đi tìm cha gồm 3 phiên bản do ca sĩ Bích Phượng, Tô Thanh Phương và Thanh Ngọc trình bày.

## Phát hành

Bìa DVD phiên bản phát hành tại Mỹ.

Phim được chiếu lần đầu vào năm 1997 trên kênh HTV9 và kênh DRT.

### Phát hành DVD ở Mỹ
Đầu năm 2003, sau 3 năm chuẩn bị với phần công việc mang tính kỹ thuật và mỹ thuật đã được tiến hành ở Singapore do một công ty chuyên gia công phim cho Hollywood đảm nhận, bộ phim đã được chuyển thành bộ đĩa DVD, có phụ đề tiếng Anh và bán tại Mỹ. Bộ phim được nhận xét là đã "bán rất chạy", thu hút lượng khách hàng không chỉ là người Việt ở hải ngoại mà còn nhiều người Mỹ. Nhiều thư viện của các trường đại học tại Mỹ đã gọi điện đặt hàng bộ đĩa sau khi xem đoạn phim giới thiệu dài 5 phút. Giám đốc hãng TFS xem việc đưa bộ phim sang DVD là mở đầu cho việc xuất khẩu phim sang Mỹ của hãng.

## Giải thưởng
- Giải A - Hội Điện ảnh Việt Nam 1997.[5]
- Giải Mai Vàng lần thứ III - 1997 dành cho đạo diễn Nguyễn Vinh Sơn.[17][18]

## Đón nhận
Trong những bộ phim truyền hình nhiều tập của Việt Nam từng sản xuất, Đất phương Nam được đánh giá là bộ phim "vang bóng một thời và có sức sống vượt thời gian". Báo Pháp luật và Xã hội đã xếp bộ phim đứng đầu danh sách 5 bộ phim thiếu nhi Việt Nam được yêu thích nhất. Trang tin 24h thì đánh giá đây là một trong những phim truyền hình Việt Nam hay nhất. Báo điện tử Trí thức Trẻ cũng liệt kê bộ phim vào danh sách "Những bộ phim truyền hình Việt sống mãi với thời gian". Ngoài ra, phim còn giành kỷ lục "Phim được chiếu lại nhiều nhất", từng được phát sóng trên tất cả các đài trên toàn quốc, do 2Sao - trang thông tin tổng hợp giải trí của báo VietNamNet đánh giá và bình chọn.
Gerald Herman, người đóng vai trò trực tiếp trong việc chuyển đĩa DVD và phát hành Đất phương Nam sang Mỹ, cho biết:
“ Ngay đêm đó, tôi đã thức suốt để xem. Càng xem càng bị lôi cuốn. (...) Là người có 35 năm trong nghề tiếp thị phim, tôi chợt nghĩ: chắc chắn những người Việt ở ngoại quốc cũng sẽ rất thích Đất phương Nam. Và chắc chắn không chỉ có Việt kiều thích. Đây là một phim ăn khách nếu được đầu tư, gia cố thêm về khâu kỹ thuật. ”
Nhà báo Cát Vũ thuộc Hội Điện ảnh Thành phố Hồ Chí Minh đánh giá: "Sự xuất sắc của bộ phim Đất phương Nam không những đã làm hài lòng người xem mà còn đem lại cho bộ phim một sự nhìn nhận ở đẳng cấp kinh điển về mặt chuyên môn". Nhà báo Toàn Nguyễn của báo Công an Nhân dân cho rằng bộ phim đã "gói được cả nghĩa tình, cả khí thế quật cường và cả biết bao phong tục, lối sống của người Nam Bộ", "có nhiều trường đoạn đậm chất điện ảnh và có thể xem đó là một trong những bộ phim truyền hình nhiều tập thành công nhất của hãng TFS".
Đạo diễn Nguyễn Vinh Sơn, người Việt Nam đầu tiên đoạt danh hiệu "Đạo diễn châu Á xuất sắc nhất" tại Liên hoan phim Madrid vào năm 2009, cũng là người viết kịch bản cho bộ phim, sau khi xem lại bộ phim cũng đã nhận xét rằng:
“ Xem lại Đất phương Nam, tôi cũng tiếc vì có nhiều điều chưa làm được, chẳng hạn phim chưa lột tả hết sự trù phú của vùng đất "chim bay đầy trời, cá lội đầy sông" cũng như nhiều nét tiêu biểu khác của mảnh đất Nam Bộ. Nguyên nhân vì thời lượng phim hơi ngắn và kinh phí làm phim lúc đó còn eo hẹp. ”